# XQ–58 Valkyrie
Az XQ–58 Valkyrie (korábban XQ–222) amerikai, lopakodó technológiát alkalmazó kísérleti pilóta nélküli harci repülőgép, amelyet a Kratos Defense & Security Solutions cég fejleszt az Egyesült Államok Légiereje számára az Air Force Research Laboratory Low Cost Attritable Aircraft Technology (LCAAT) projektje keretében. A repülőgéppel 2019. március 5-én hajtották végre az első felszállást.